# Joaquim Catanho de Menezes
Joaquim José Catanho de Menezes ComL (Toxofal de Baixo, Lourinhã, 11 de Julho de 1926 — Lisboa, 3 de Junho de 1985), mais conhecido por Joaquim Catanho, foi um advogado e activista político, activo na luta contra o regime do Estado Novo. Foi um dos fundadores do Partido Socialista. partido que representou na Assembleia da República como deputado eleito pelo círculo eleitoral de Lisboa nas I, II e III legislaturas.

## Biografia
Nasceu na Lourinhã, filho de João Catanho de Menezes Júnior e de Hyde Odila Ribeiro Catanho de Menezes. e neto de João Catanho de Menezes, presidente da Câmara Municipal de Lisboa e ministro durante a Primeira República Portuguesa.
Após ter obtido a licenciatura em Direito pela Faculdade de Direito da Universidade de Lisboa, dedicou-se à advocacia na cidade de Lisboa. Na sua actividade como advogado assumiu a defesa de diversas personalidades acusadas de delitos políticos durante o regime do Estado Novo, razão pela qual interveio em numerosos julgamentos políticos. Destacou-se particularmente na defesa dos implicados no Golpe da Sé e da denominada Revolta de Beja.
Em 1958 pertenceu à comissão juvenil de apoio à candidatura do general Humberto Delgado à Presidência da República Portuguesa. Foi apoiante destacado das listas oposicionistas para a Assembleia Nacional nas eleições de 1961, eleições de 1965 e eleições de 1969. Na leição de 1969 foi membro da comissão coordenadora da Comissão Eleitoral de Unidade Democrática (CEUD).
Foi militante da Acção Socialista Portuguesa (ASP) e um dos miltantes fundadores do Partido Socialista, tendo participado na reunião realizada em Abril de 1973 na cidade de Bad Münstereifel (Alemanha).
Após o restablecimento do regime democrático em Portugal pela Revolução dos Cravos, foi dirigente do Partido Socialista e em 1976 foi eleito deputado à Assembleia da República.
A 1 de Outubro de 1985 foi feito Comendador da Ordem da Liberdade.